# Соровское (озеро, Ханты-Мансийский автономный округ)
Со́ровское — пресноводное озеро в Нефтеюганском районе Ханты-Мансийского автономного округа — Югры России, в 15 км к юго-востоку от посёлка Салым.
Находится в Среднеобской низменности на высоте 41 м над уровнем моря. Имеет округлую форму с крупным заливом на северо-западе. Входит в группу Соровских озёр, являясь самым крупным из них. Площадь водной поверхности озера составляет 8,01 км². Водосборная площадь — 23,2 км². Размеры озера — 4,2 на 3 км.
Берега низменные, местами заболоченные, поросшие сосной и кустарником. На севере озеро имеет сток через реку Тарсап в Большой Салым. Впадают реки Тукан и Берёзовая, а также несколько небольших речек и ручьёв (Катыньега, Вошьега, Торпотьега и др.). До середины XX века на южном берегу озера обитали ханты в поселении Соровские юрты.

## Легенда
У хантов существует легенда о Соровских озёрах:
```
Пришли на землю три девушки, посланницы Бога. Они стали подниматься вверх по Салыму, по пути им встретилась река Вандрас. Остановились отдыхать там, где стояли юрты Кинтусовы. Одна девушка так и осталась в юртах, остальные отправились дальше, вверх по реке. Вторая девушка продолжила путь по реке Березовая, а третья осталась на понравившемся месте – на Соровских озерах – и стала их покровительницей по имени Сор-ими (женщина озера). 
```

## Археология
В районе Соровских озёр открыт археологический комплекс, состоящий из 120 археологических памятников (в том числе городища) от эпохи неолита (V тыс. до н. э.) до середины XX века.